# Soapstone
Soapstone was een rockband uit Gent die bestond uit de broers Tom en Steph Derie en gitarist Michel Vanneste. De band mag niet verward worden met een groep uit Nederland met dezelfde naam. Tom Derie stond bekend om zijn warme soulstem.

## Geschiedenis
De band bracht twee albums uit, die beide werden geproducet door Michel Schoots van de Urban Dance Squad. Het debuutalbum werd lovend onthaald door Humo. Het blad schreef dat het nummer Why should we wait zo had thuisgehoord op een album van Lenny Kravitz. Het nummer werd een klassieker in het alternatieve rockmilieu en is onder meer opgenomen op verzamelalbums van De Afrekening, Belpop en Studio Brussel.
Soapstone speelde onder meer op Groezrock, Lokerse Feesten en Kneistival. Het nummer Sugar & Cane (Drop That Shit) werd gespeeld in 2 Meter Sessies.
Na het uiteenvallen van de band richtte Tom Derie een aantal weinig succesvolle bands op, onder meer Montgomery, The Wrong en Tom E Gunn. Michel Vanneste werd lid van de tweede generatie van de Gentse garagerockband The Mudgang, echter evenzeer met weinig succes.
Tom Derie was tot slot zanger bij de in 2002 door DJ 4T4 opgerichte band Ultrasonic 7, die enkele bescheiden hitjes had. Hun bekendste nummer is Lips They Move, dat plek 34 bereikte in de Ultratop 50.

## Discografie

### Albums
- 1993 - Soapstone
- 1995 - Nature Will Provide

### Singles
- 1993 - "Why Should We Wait"
- 1993 - "HooDooYou"
- 1993 - "How About You?"
- 1994 - "Sugar & Cane"
- 1995 - "Givin' the Blues"
- 1995 - "Starfish Bowl"